# Muzeum Ziemi Garwolińskiej w Miętnem
Muzeum Ziemi Garwolińskiej w Miętnem – muzeum z siedzibą we wsi Miętne koło Garwolina. Placówka działa przy Zespole Szkół Rolniczych Centrum Kształcenia Praktycznego i Centrum Kształcenia Ustawicznego im. Stanisława Staszica, który jest jednostka organizacyjną powiatu garwolińskiego.
Muzeum powstało w 2009 roku. Na jego zbiory składają się eksponaty zgromadzone przez szkołę oraz pochodzące z prywatnego zbioru kolekcjonera i regionalisty Ludwika Goździa z Woli Rębkowskiej, wykupionego po jego śmierci w 2007 roku przez gminę Garwolin. Siedzibą placówki są piwnice pod częścią hotelową Centrum Konferencyjno-Sportowego.
W skład muzealnej ekspozycji wchodzą wystawy:
- etnograficzna, na której zgromadzono eksponaty związane z wystrojem i wyposażeniem dawnej chaty wiejskiej (tkaniny, stroje, przedmioty codziennego użytku, narzędzia, wyposażenie warsztatów rzemieślniczych), dawne narzędzia rolnicze (m.in. brony, radła, wędzidła, uprzęże) oraz zabytki techniki (radia, adaptery, patefony),
- historyczna, w ramach której prezentowane są dawne dokumenty, odznaczenia, numizmaty, zdjęcia oraz książki i wydawnictwa, związane z Ziemią Garwolińską.

Muzeum jest obiektem całorocznym, czynnym od środy do piątku. Wstęp jest wolny.